# Bap Kennedy

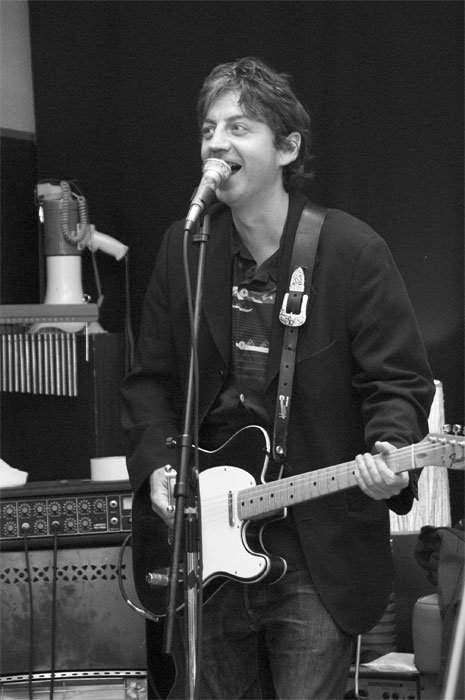
Bap Kennedy

Bap Kennedy (* 17. Juni 1962 in Belfast, Nordirland; † 1. November 2016 ebenda) war ein britischer Sänger, Songwriter und Gitarrist.

## Leben
Bap Kennedy wurde als eines von sechs Kindern in Belfast geboren – er bezeichnete seine Familie als eine „für irische Verhältnisse kleine Familie“. Sein Vater Jim Kennedy arbeitete bei der Post, die Mutter hieß Lily.
Mit Energy Orchard hatte Bap Kennedy von den späten 1980ern bis Mitte der 1990er Jahre zur irischen Rockwelt gezählt. Aufgrund geschäftlicher Turbulenzen und persönlicher Probleme einzelner Musiker war die Band ins Abseits geraten. Kennedy selbst war sechs Jahre alkoholabhängig. Mit eigenem Label und unter Beteiligung von Fans und Förderern wie Steve Earle und Van Morrison avancierte er in den Folgejahren zu großer Bekanntheit. Sechs Solo-Alben entstanden bis 2013. Kennedy veröffentlichte 2012 das Solo-Album The Sailor’s Revenge. Die von Mark Knopfler produzierte CD enthält melancholische Songgeschichten voll keltischer Seele.
Sein jüngerer Bruder Brian Kennedy ist ebenfalls Musiker, der Irland beim Eurovision Song Contest 2006 in Griechenland vertreten hat.
Bap Kennedy starb am 1. November 2016 in einem Hospiz an Bauchspeicheldrüsen- und Darmkrebs, der im Mai diagnostiziert worden war.

## Diskografie
- Domestic Blues (1999)
- Hillbilly Shakespeare (1999)
- Lonely Street (2000)
- Long Time A Comin’ – The Story So Far… (2009) – Kompilation
- The Big Picture (2005)
- Howl On (2009)
- The Sailor’s Revenge (2012)
- The Sailor’s Revenge (Deluxe) – Doppel-CD
- Let’s Start Again (2013)
- Reckless Heart  (2016)